# Akakallis
Akakallis (altgriechisch Ἀκακαλλίς Akakallís;  auch Akalle genannt) ist eine Frauengestalt der griechischen Mythologie.
Akakallis war eine kretische Lokalheroine, Tochter des Königs Minos und der Pasiphaë sowie die Geliebte des Hermes und des Apollon. Dem Letzteren gebar sie die Söhne Naxos, Miletos sowie Amphithemis, dessen alternativer Name Garamas lautete. Als sie mit Amphithemis schwanger wurde, verbannte Minos sie als Strafe für diese verbotene Beziehung nach Libyen, wo sie dann diesen Sohn zur Welt brachte. Nach der Geburt des Miletos flüchtete sie aus Angst vor ihrem Vater und setzte das Kind im Wald aus. Apollon sorgte  jedoch dafür, dass Wölfe es nährten und bewachten, bis es von Hirten entdeckt wurde, die sich seiner annahmen.
Nach kretischer Sage zeugte Akakallis mit Hermes den Kydon, Eponym und mythischer Gründer der kretischen Stadt Kydonia. Dagegen fabelten die Arkader, Kydon habe den Tegeates zum Vater gehabt und sei mit seinen Brüdern Archedios und Gortys nach Kreta übersiedelt. Laut Stephanos von Byzanz war nicht Hermes oder Tegeates, sondern Apollon der Vater des Kydon. Dem gleichen Autor zufolge gebar Akakallis ferner den Oaxos, der eponymer Heros der am Ida-Gebirge gelegenen kretischen Stadt Oaxos war.
Mit der Minos-Tochter vielleicht identisch ist eine gleichnamige Nymphe. Laut einer Lokalsage der Einwohner der im südwestlichen Kreta gelegenen Stadt Elyros wurde Apollon im Haus des Sühnepriesters Karmanor, das in Tarrha lag, vom Blut des Python gereinigt. An diesem Ort verliebte sich der Gott in die schöne Nymphe Akakallis, die von ihm Mutter des  Phylakides und Philandros wurde.  Eine Ziege säugte die zwei Söhne, und die Elyrier sandten ein ehernes Bild dieser Ziege als Weihgeschenk nach Delphi.